# Crestwood (Missouri)
Crestwood – miasto w Stanach Zjednoczonych, w stanie Missouri, w hrabstwie St. Louis.